# Miguel Ángel García Anguita
Miguel Ángel García Anguita es un político español perteneciente al PP, ostentando actualmente el cargo de parlamentario Andaluz representando a la Provincia de Jaén.

## Biografía
Nació en Jaén el 1 de septiembre de 1951. Nieto de Virgilio Anguita Sánchez (1879-1960), quien fue Decano del Colegio de Abogados de Jaén e hijo de Teolindo García Fernández, natural de Béjar, y María Dolores Anguita Villar, nacida en La Guardia de Jaén. 
Licenciado en Derecho por la Universidad de Granada. A los pocos años, comenzó a trabajar en su ciudad natal como abogado. Se especializó en derecho laboral y de la Seguridad Social. 
Fue elegido concejal por primera vez en 1995, tras más de 20 años de ejercicio en la abogacía. Anteriormente, fue militante en Unión de Centro Democrático.
Ostentó el cargo de secretario general del Partido Popular de Jaén y miembro del Comité Ejecutivo Regional del PP de Andalucía. En el Ayuntamiento de Jaén ha sido teniente de alcalde desde 1995 a 1999, concejal de Mantenimiento Urbano desde 2001 a 2003, y concejal de Policía Local, Bomberos, Tráfico y Transportes durante el mandato 2003-2007. Entre 2009 y 2011 ha sido portavoz del grupo municipal del PP en Jaén. Entre 2011 y 2015 fue
primer teniente de alcalde, portavoz del equipo de gobierno y concejal delegado de Personal y Régimen Interior. 
Además, ha sido diputado provincial por el Partido judicial de Jaén desde 1999 hasta 2005, de 2007 a 2011 y portavoz del grupo popular de la Diputación Provincial de 2007 a 2009. 
Entre 2015 y 2018, ocupa el cargo de Diputado en el Parlamento Andaluz, formando parte de las comisiones de Salud, donde fue Presidente, Igualdad y Políticas Sociales y Asuntos Europeos. En 2017, tras dejar el cargo de secretario general del partido, dio su apoyo al candidato favorito de los militantes del Partido Popular de Jaén para la presidencia, Miguel Moreno Lorente. Asimismo, también dio su apoyo a la candidatura presentada por Soraya Sáenz de Santamaría a la presidencia nacional del Partido Popular.
Está casado y es padre de tres hijos.

## Cargos desempeñados
- Diputado en el Parlamento de Andalucía por Jaén (2015 - 2018)
- Concejal en el Ayuntamiento de Jaén (1995 - 2015)
- Secretario general del PP de Jaén (2007 - 2017)
- Diputado en la Diputación Provincial de Jaén por el Partido judicial de Jaén (1999 - 2005 ; 2007 - 2015)